# مارکوس روجریو دی لیما
مارکوس روجریو دی لیما (انگلیسی: Marcos Rogério de Lima؛ زادهٔ ۲۵ مهٔ ۱۹۸۵) ورزشکار هنرهای رزمی ترکیبی و سیاستمدار اهل برزیل است.